# Spezialisierte Gesamtschule 60 Goethe
Die Spezialisierte Gesamtschule 60 Goethe (usbekisch Gyote nomidagi 60-sonli IDUM) ist eine staatliche Schule in Taschkent in Usbekistan, die auf das vertiefte Erlernen der deutschen Sprache spezialisiert ist. Seit 2019 trägt die Schule den Namen von Johann Wolfgang von Goethe. Die Schule gehört zu den zehn besten staatlichen Bildungseinrichtungen Usbekistans.

## Geschichte
1917 wurde in der Gogol-Straße (heute Istiqbol-Straße) eine spezialisierte Eisenbahnschule eröffnet. Im Jahr 1920 wurde diese Schule in Spezialisierte Gesamtschule Nr. 60 umbenannt, und W. A. Shumilov wurde zum Direktor ernannt. Im Jahr 1962 wurde die Schule in eine Gesamtschule mit vertieftem Deutschunterricht umgewandelt. 1985 wurde das Schulgebäude in die Tschechowstraße, 23 verlegt. Im ehemaligen Schulgebäude befindet sich heute die französische Botschaft. 1991 wurde Tatyana Nekrasova Direktorin der Schule Nr.60. Seit 2019 trägt die Schule den Namen Goethes. Im Jahr 2022 wurde das Schulgebäude komplett renoviert und ein zweites Gebäude errichtet. Am 1. November 2022 besuchte die deutsche Außenministerin Annalena Baerbock die Schule.

## Tätigkeit
In der Schule werden die Schüler auf das Sprachdiplom (DSD) vorbereitet, das für das Studium an deutschen Universitäten erforderlich ist. Seit 1996 arbeitet die Schule mit der Zentralstelle für das Auslandsschulwesen (ZfA) zusammen.
Seit 2020 gibt es den Wikischool Club, der zum Schreiben von Wikipedia-Artikeln gegründet wurde. Im Jahr 2023 gewann der Schüler Jaroslav Galiyev den Fotowettbewerb „Wiki liebt das Land Usbekistan-2023“. Außerdem haben Azizbek Karimov und Azimxon Abbosxonov im selben Jahr den „Übersetzungsmarathon“ im Rahmen von WikiStipendiya II gewonnen.

## Berühmte Schulabgänger
- Irina Semenova (* 1990) – usbekische Schachspielerin, internationaler Schiedsrichterin FIDE
- Maksim Shin – Mitglied der Tennisnationalmannschaft Usbekistans
- Sardor Abdukarimbekov – Weltmeister bei den Junioren im Fechten
- Viktoriya Nikiforova – Asienmeister bei den Junioren in der Rhythmischen Sportgymnastik

## Galerie

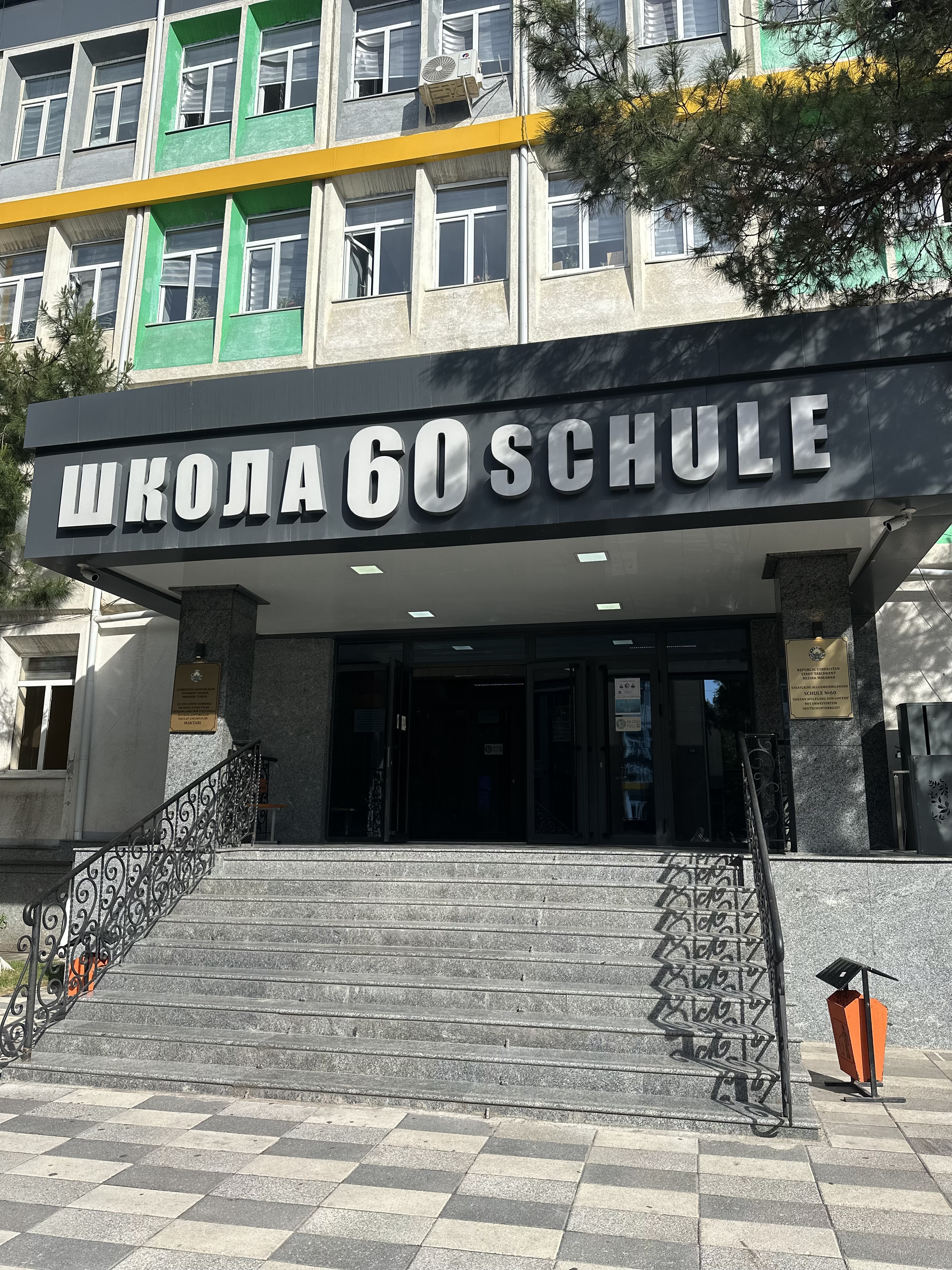
Haupteingang
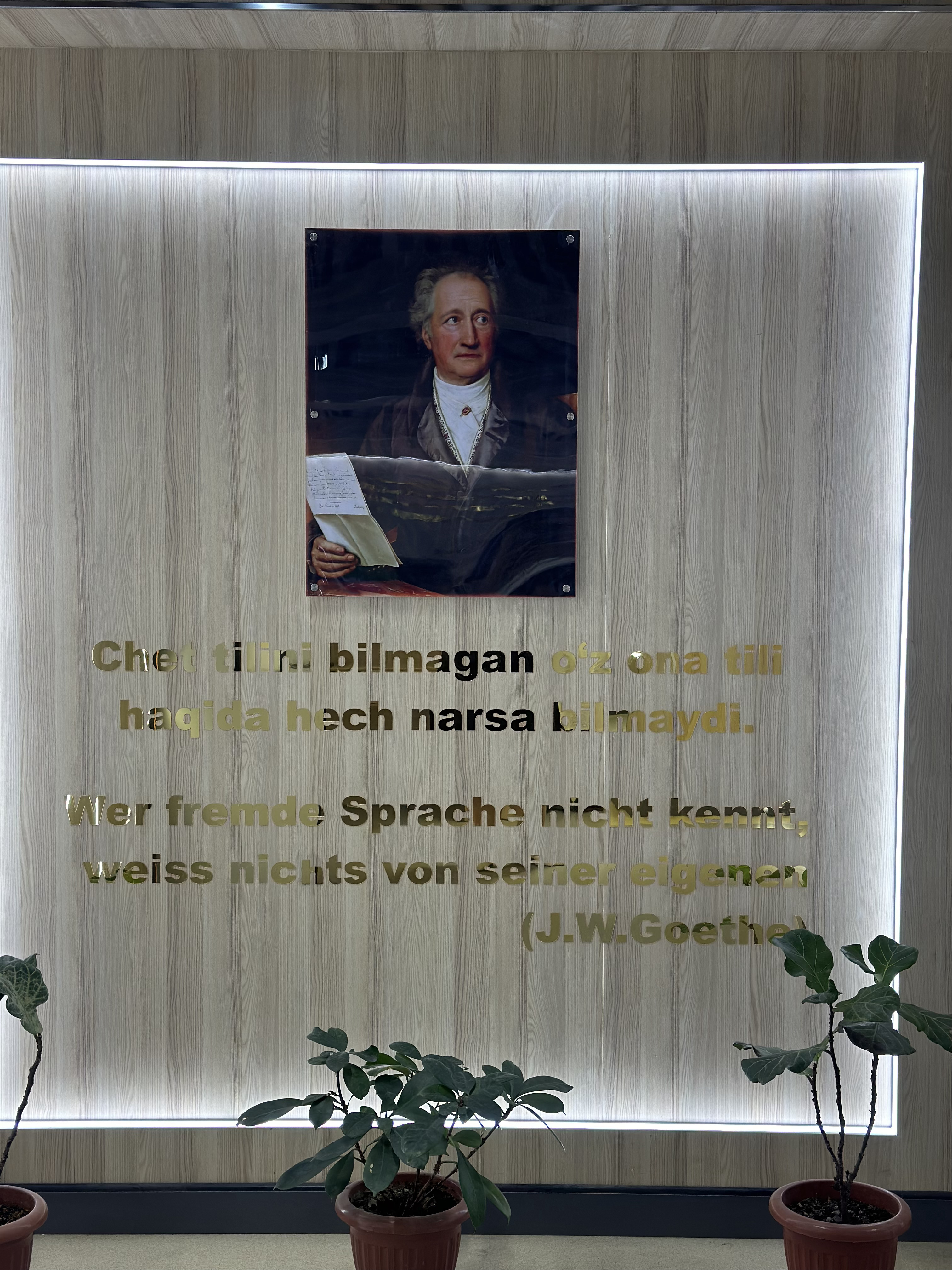
Porträt Goethes im Erdgeschoss
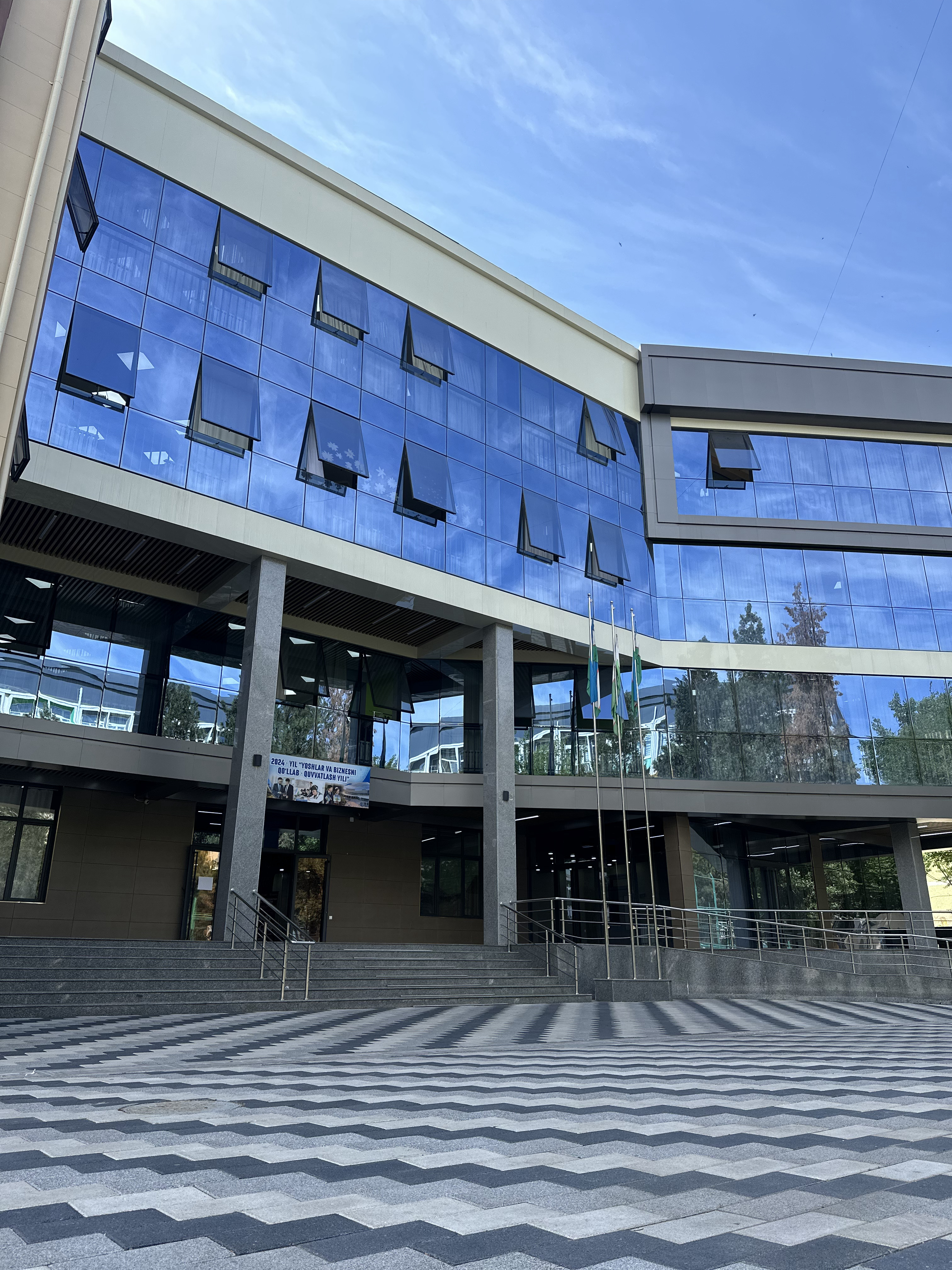
Zweites Gebäude